# Willem van Reimerswaal
Willem van Reimerswaal "Rommerswael" (1460 - 1515) heer van Lodijke, was een edelman uit het geslacht Van Reimerswaal en baljuw van Rotterdam & Schieland.

## Levensloop
Hij was een zoon van Jan (Kervinc) van Reimerswaal en Margaretha van Egmond. Willem kwam kort na het vertrek van Joris van Brederode tot de functie van Baljuw van Rotterdam en Schieland een ambt dat zijn vader ook bekleed had in de stad. Maximiliaan van Oostenrijk wilde een Kabeljauwse of Bourgondisch bondgenoot op die post. Bij de Inname van Rotterdam in november 1488 was Van Reimerswaal niet opgewassen tegen de onverwachte Hoekse overmacht, zodat hij moest vluchten en terugkeerde naar zijn landgoederen in Zeeland. Hij trouwde omstreeks 1483 met Catharina van Zwieten en in 1495 met Elisabeth (Lysbeth) van der Does. Het huwelijk bracht twee dochters  en twee zonen (Jan & Govert) voort.